# Clatrato

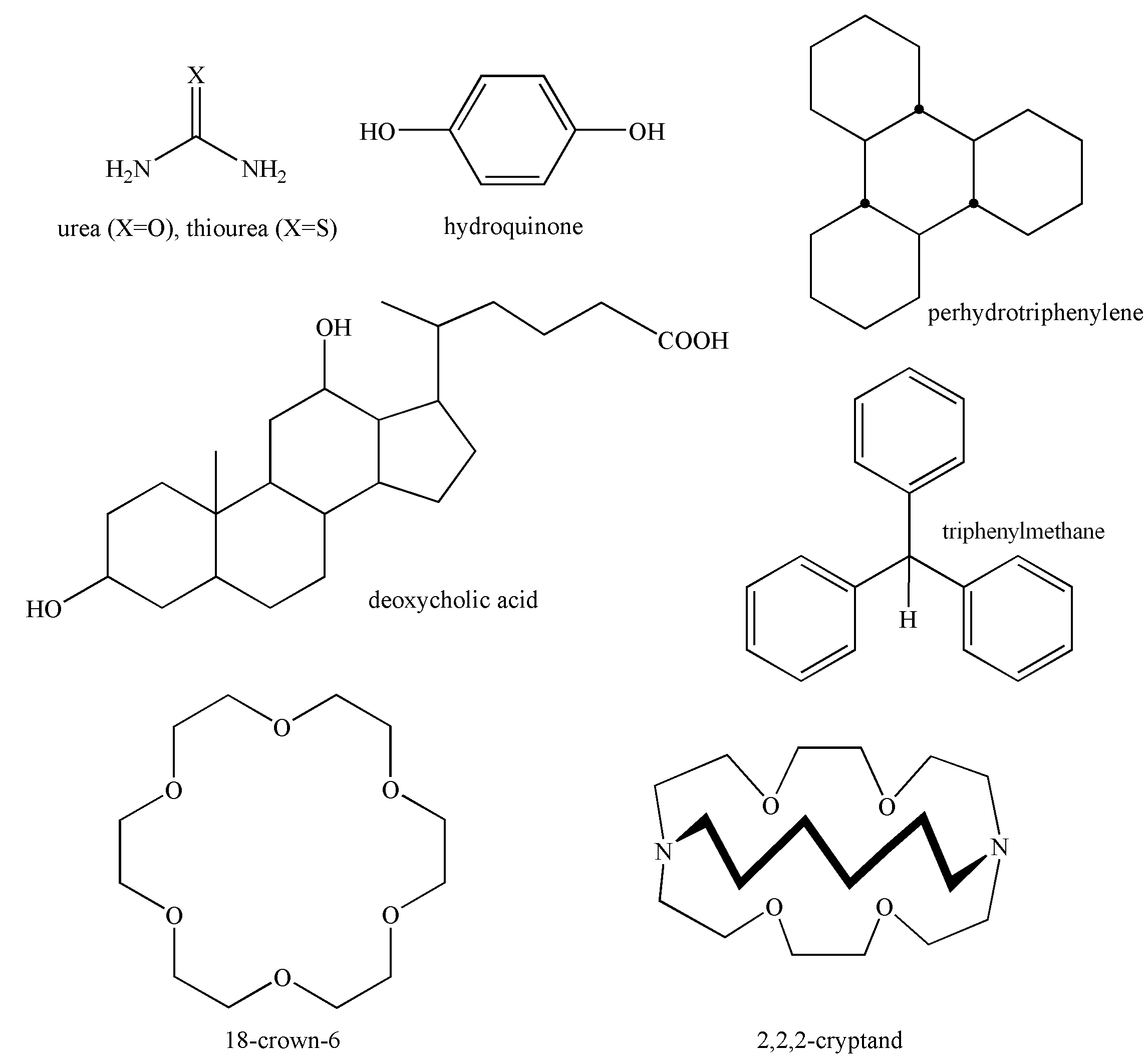
Esempi di molecole ospitanti

Il clatrato, conosciuto anche come composto a gabbia, è un composto di inclusione in cui le molecole ospiti si trovano all'interno di una gabbia formata dalle molecole ospitanti o da un reticolo di molecole ospitanti. Il termine deriva dal latino clatratus che significa chiuso con inferriata.
Tra i clatrati si annoverano in particolare i clatrati idrati, un tipo di idrati in cui un reticolo formato da molecole di acqua racchiude molecole di gas intrappolate al suo interno. Grandi quantità di metano allo stato solido sono state scoperte sotto questa forma sia nel permafrost che sotto il letto oceanico, dove le condizioni di pressione e temperatura favoriscono la formazione di questi composti.
I clatrati sono frutto della chimica ospite/ospitante e possono essere ottenuti sfruttando molecole ospitanti quali urea, tiourea, idrochinone, eteri corona, ciclodestrina, criptandi ecc. I clatrati formati dall'urea sono stati utilizzati per la separazione selettiva delle paraffine: cristallizzando, l'urea forma canali di 0,53 nm di diametro in cui possono essere ingabbiate solamente le n-paraffine; successivamente, dissolvendo la struttura cristallina, si ottiene il rilascio delle n-paraffine. I ricercatori hanno iniziato a studiare i clatrati di silicio e germanio per possibili applicazioni come semiconduttori e superconduttori.